# Telekgerendás
Telekgerendás je vas na Madžarskem, ki upravno spada pod podregijo Békési Županije Békés.